# M1902/30 76mm野砲
M1902/30 76mm師団砲（ロシア語: 76-мм дивизионная пушка образца 1902/30 годов）とは、ロシア帝国時代に採用されたM1902 76mm野砲にソビエト連邦が近代化改修を行った師団野砲である。

## 開発
ロシア革命後の赤軍は旧帝国軍のM1902野砲を継続運用して白軍との内戦やポーランドの侵攻を戦い抜いてきたが、旧帝国軍の装備の一部はロシア帝国から独立したポーランドやフィンランド、エストニア、ラトビア、リトアニアなどが運用していた。
1920年代にかけて火砲の性能が大きく進歩したため、赤軍は既存のM1902野砲の近代化改修による性能向上をもくろんでいた。1927年から1930年にかけて改修テストを繰り返し、1930年には改修案がまとまってM1902/30の名で制式採用され、1931年から生産が開始された。

## 概要

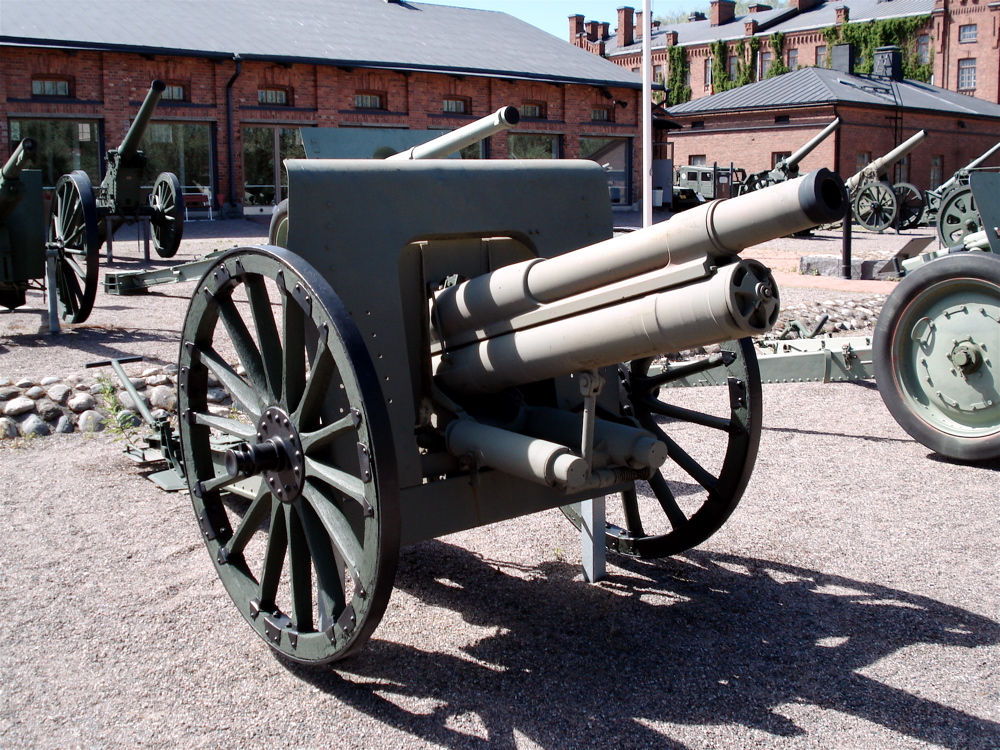
M1902/30の初期型。砲身は延長されておらず、車輪も従来型のままである

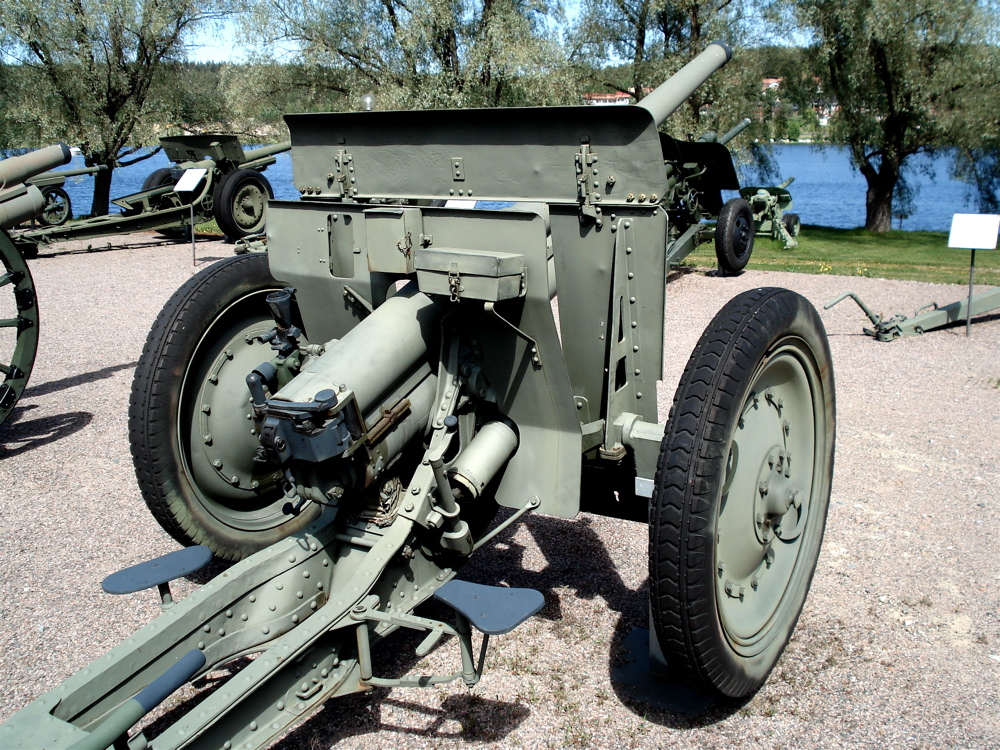
M1902/30の砲架。高仰角時に砲身後退の邪魔にならないように、脚部に長方形の穴が開けられている。

M1902/30はM1902の砲架の脚部に穴をあけて改良して最大仰角を17°から37°に増加させ、さらに砲身を30口径から40口径に延長させることによって最大射程は8,500mから13,290mに延長された。さらには弾頭重量6.3kgの徹甲弾も用意されたので、対戦車戦闘能力も持つことになった。徹甲弾の貫通力は装甲に30°の角度で着弾した場合、500mで56mm、1,000mで49mmの装甲板を貫通させることが可能であり、当時の戦車の中でも重装甲を誇るフランスのソミュア S35騎兵戦車（最大装甲厚47mm）やルノーB1重戦車（最大装甲厚40mm）をも一撃で屠れるほどの性能を有し、対戦車砲としても十分な性能を持っていた。ただし、最大装甲厚70mmを誇るイギリス製マチルダII歩兵戦車には太刀打ちできなかった。
しかし、砲架にはサスペンションが付いていないため自動車による高速牽引に対応しきれず、1936年には新規設計のF-22野砲が開発され、さらに1939年には改良型のUSV野砲の生産も開始されると第一線部隊の装備はこれらに更新されていき、M1902/30は予備兵器とされノモンハン事件や冬戦争に投入されることはなかった。
1941年の大祖国戦争勃発時に、赤軍は2,066門のM1902と2,411門のM1902/30を保有していたが、これらは多数のF-22やF-22USVと共に多くが枢軸国軍に破壊ないし鹵獲され、残存砲も後方部隊に配備されたうえ逐次ZiS-3に更新されて退役した。
ドイツ国防軍は鹵獲したM1902/30のうち砲身が30口径のものに7,62 cm FK 295/1(r)、砲身を40口径に延長したものに7,62 cm FK 295/2(r)の鹵獲兵器コードを与えたが、運用したかどうかは不明。